# Pistolet MAG

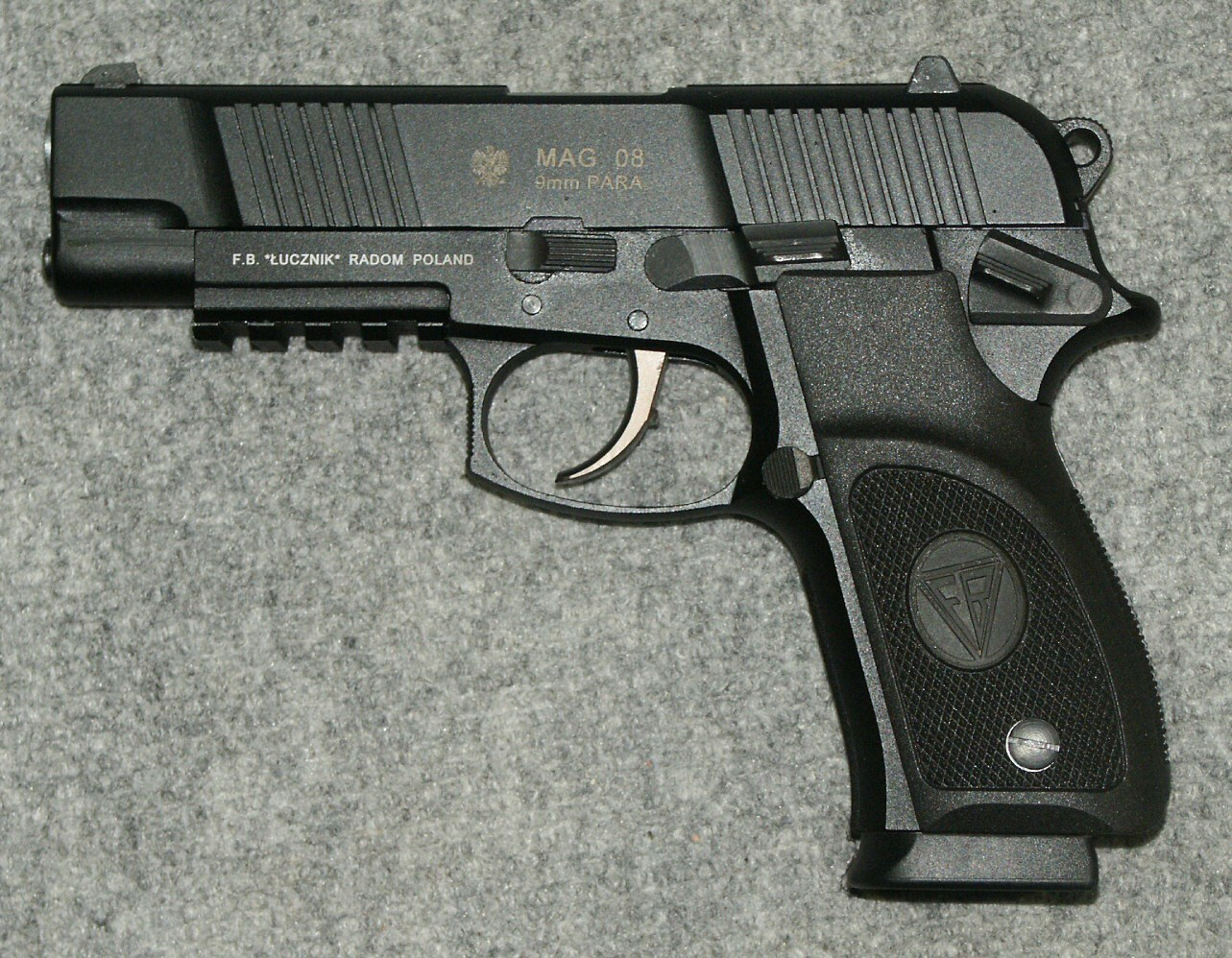
MAG-08

MAG – polski pistolet samopowtarzalny kalibru 9 mm, na nabój 9 x 19 mm Parabellum skonstruowany przez Mariana Gryszkiewicza. Produkowano wersje MAG-95 i MAG-98. Skrót MAG pochodzi od pierwszych liter imienia i nazwiska jego konstruktora, natomiast liczba 95 określa rok, w którym było przewidywane całkowite zakończenie prac nad prototypem.

## Historia konstrukcji
Na początku 1993 roku rozpoczęto w Zakładach Metalowych „Łucznik” (obecnie Fabryka Broni „Łucznik”) prace nad nowym pistoletem, przeznaczonym przede wszystkim dla wojska i służb mundurowych, zastępującym przestarzałe P-64 i P-83. W przeciwieństwie do poprzedników, pistolet miał strzelać standardowym w NATO nabojem 9 x 19 mm Parabellum. Ponieważ wojsko nie opracowało wówczas jeszcze założeń taktyczno-technicznych (ZTT) nowego pistoletu, założenia takie opracowano w marcu 1993 w fabryce i postanowiono zbudować klasyczną konstrukcję, opartą na najlepszych wzorach zagranicznych. Projekt MAG-95 przygotował zespół pod kierunkiem inż. Mariana Gryszkiewicza. Pod koniec 1993 roku były gotowe dwa prototypy nowego pistoletu. W 1994 roku trwały próby nowej broni. W następnym roku wyprodukowano partię próbną nowej broni (20 egzemplarzy). W 1995 roku broń przedstawiono do badań prowadzonych w ramach konkursu na nowy pistolet dla Wojska Polskiego, gdzie konkurował z WIST-94. Pomimo że MAG wykazywał lepsze: pewność działania, wytrzymałość konstrukcji oraz zabezpieczenie przed przypadkowym strzałem, został odrzucony, gdyż nie spełniał opracowanych jesienią 1993 przez wojsko założeń taktyczno-technicznych w zakresie maksymalnych wymiarów (190x135x33 mm) i masy (800 g).
Po przegranym konkursie w ZM „Łucznik” opracowaną w 1996 nową lżejszą wersję pistoletu MAG-98, z aluminiowym szkieletem, ale w dalszym ciągu był za ciężki o 75 g i miał za duże wymiary, wobec czego do uzbrojenia wojska został w 1999 przyjęty konkurencyjny WIST. W następnych latach MAG był produkowany w niewielkich ilościach na rynek cywilny, dla Straży Granicznej i Służby Więziennej. Testowany był w Policji, która jednak wybrała pistolety Glock i Walther P-99. Opracowano wersję do strzelań sportowych MAG-98C (dopuszczoną do strzelań w IPSC w klasie Production) oraz zbudowano małą partię (poniżej 100) pistoletu na rynek amerykański, z 10-nabojowym magazynkiem. Produkcję pistoletu z uwagi na brak zamówień służb mundurowych i niewielki polski rynek cywilny przerwano w pierwszych latach XXI wieku.
W 2008 roku na targach MSPO 2008 Fabryka Broni „Łucznik” zaprezentowała opracowaną dzięki współpracy z katowickim przedsiębiorstwem Works 11 (właścicielem praw do dokumentacji MAG) nową wersję pistoletu oznaczoną jako MAG 08. Podobnie jak MAG 98 ma ona szkielet wykonany ze stopów aluminium, ale jest ona wyposażony w szynę Picatinny umożliwiającą mocowane wyposażenia dodatkowego. Broń ma być oferowana zarówno na rynek cywilny, jak i służb mundurowych jako uzupełnienie dla produkowanego przez FB Łucznik licencyjnie pistoletu Walther P99.

## Wersje pistoletu
- MAG-95 – wersja ze szkieletem stalowym
- MAG-98 – (początkowo oznaczany jako MAG-96) wersja ze szkieletem ze stopów aluminium.
- MAG-98C – (początkowo oznaczany jako MAG-96C) wersja sportowa z celownikiem regulowanym i magazynkiem 20-nabojowym
- MAG-08 – wersja ze zintegrowaną szyną Picatinny

## Opis konstrukcji
Pistolet MAG działa na zasadzie krótkiego odrzutu lufy, zamek jest odryglowywany przez przekoszenie lufy w dół. Połączenie lufy z zamkiem w położeniu zaryglowanym zapewnia prostopadłościenna komora nabojowa, współpracująca z oknem wyrzutnika w zamku. Elementem sterującym przekoszeniem jest występ w dolnej części lufy, pod komorą nabojową (rozwiązanie klasyczne, podobnie jak w pistolecie Browning HP). Mechanizm spustowo-uderzeniowy kurkowy z samonapinaniem (DA). Broń posiada wewnętrzny bezpiecznik sterowany spustem. Po wystrzeleniu ostatniego naboju z magazynka zamek zatrzymuje się w tylnym położeniu na zaczepie zamka. MAG posiada stałe przyrządy celownicze składające się z muszki i szczerbinki. Magazynek 15-nabojowy, dwurzędowy, z jednorzędowym wyprowadzeniem (jako opcje proponowano magazynki 10-nabojowe z przewężeniem na bocznych powierzchniach pudelka magazynka, uniemożliwiającym załadowania większej ilości amunicji i 20 nabojowe wystające z chwytu).

## Ocena
Pistolet MAG ma dobrą opinię u użytkowników, jako broń celna, dobrze wyważona i wytrzymała. Jego masa nie przewyższała porównywalnych konstrukcji światowych, szczególnie w lżejszej odmianie MAG-98, a zapewniała dobrą stabilność przy strzelaniu. W porównaniu z WIST-em ma prostszą budowę i rozkładanie oraz lepsze działanie spustu, ponadto niższa była jego cena (ok. 1700 zł). W opinii niektórych autorów, kryteria masowo-wymiarowe, które spowodowały odrzucenie MAG-a jako broni służbowej Wojska Polskiego, nie były racjonalne, przy tym także część wojskowych wskazuje MAG-a jako lepszą broń.